# Гарник Микола Васильович
Мико́ла Васи́льович Га́рник (нар. 1 січня 1958, с. Степове, Тетіївський район, Київська область, Українська РСР, СРСР) — український юрист, державний радник юстиції 1 класу. У 2002 році виконував обов'язки Генерального прокурора України. З 2011 до 2014 років був Броварським міжрайонним прокурором Київської області. 9 вересня 2014 року звільнений з органів прокуратури.

## Біографія
Служив у Прикордонних військах КДБ СРСР. Закінчив Харківський юридичний інститут.

### Прокурорська діяльність
З грудня 1997 по липень 1998 року — перший заступник прокурора Київської області.
З липня 1998 по серпень 1999 року — прокурор Київської області.
2000 — член Координаційної ради з питань державної служби при Президенті України.
З 30 квітня до 6 липня 2002 року — в. о. Генерального прокурора України.
З 6 липня 2002 року — перший заступник Генерального прокурора України.
З липня 2002 року — перший заступник прокурора міста Києва.
З 22 лютого 2011 року призначений Броварським міжрайонним прокурором Київської області.
9 вересня 2014 року звільнений з посади Броварського міжрайонного прокурора Київської області.

## Скандали
Під час діяльності Броварським міжрайонним прокурором Київської області Микола Гарник та Броварська міжрайонна прокуратура відзначилися бездіяльністю у розслідуванні справ, пов'язаних зі зловживаннями та правопорушеннями з боку правоохоронних органів та чиновників міста Бровари та Броварського району.
Від травня 2014 року новостворений Броварський Люстраційний комітет включив Миколу Гарника у списки на люстрацію. Активісти відзначили, що за час керівництва Гарника у Броварах відбувалися земельні махінації, напади на журналістів тощо, щодо яких керівництво прокуратури або не реагувало, або не знаходило складу злочину. 9 вересня 2014 року Гарника звільнено з органів прокуратури.

## Регалії
- Від серпня 1999 — державний радник юстиції 1 класу[6].

### Звання та нагороди
Заслужений юрист України (27.11.1999). Нагороджений орденом «За заслуги» III ступеня (21.08.2001).